# Mary Poppins Returns
Mary Poppins Returns (prt: O Regresso de Mary Poppins; bra: O Retorno de Mary Poppins) é um filme estadunidense de 2018 do gênero comédia fantástico-musical, dirigido por Rob Marshall para a Walt Disney Pictures, com roteiro de David Magee baseado no romance Mary Poppins, de P.L. Travers.
Esta continuação de Mary Poppins (1964) foi divulgada no D23 Expo. Em 15 de julho de 2017, a Disney postou em sua conta no Twitter um cartaz animado de Mary Poppins Returns.

## Enredo
Situado na década de 1930 em Londres, que é o período dos romances originais de P. L. Travers, a história segue Michael (Ben Whishaw) e Jane Banks (Emily Mortimer), que agora estão crescidas. Michael está morando com seus três filhos (Pixie Davies, Nathanael Saleh e Joel Dawson) e a governanta Ellen (Julie Walters), na casa de Cherry Tree Lane. Depois que Michael tem uma perda pessoal, Mary Poppins (Emily Blunt) volta para a vida da família Banks. Ela é acompanhada por um acendedor de rua chamado Jack (Lin-Manuel Miranda), e uma prima excêntrica chamado Topsy (Meryl Streep)."

## Elenco
- Emily Blunt como Mary Poppins
- Meryl Streep como Topsy Poppins
- Colin Firth como William Weatherall Wilkins
- Emily Mortimer como Jane Banks
- Angela Lansbury como a senhora dos Balões
- Dick Van Dyke como Sr. Dawes Jr.
- Lin-Manuel Miranda como Jack
- Ben Whishaw como Michael Banks

## Produção

### Desenvolvimento
O desenvolvimento de uma sequência de Mary Poppins há muito tempo vinha sendo um inferno no desenvolvimento desde o lançamento do filme de 1964. Walt Disney tentou produzir uma sequência um ano depois do lançamento do filme, mas foi rejeitada pela autora P. L. Travers, que havia rejeitado abertamente a adaptação para o cinema da Disney. No final dos anos 80, o então presidente dos estúdios Walt Disney, Jeffrey Katzenberg, e o vice-presidente de produção ao vivo Martin Kaplan abordaram Travers com a ideia de uma seqüência definida anos depois do primeiro filme, com as crianças Banks agora adultas e mais velhas. Mary Poppins com Julie Andrews reprisando o papel. Travers novamente rejeitou o conceito proposto, com exceção do retorno de Andrews. O estúdio logo abandonou o esforço.

### Escolha de elenco
Em 18 de fevereiro de 2016, Emily Blunt foi escolhida para interpretar o papel principal na sequência. Em 24 de fevereiro de 2016, Lin-Manuel Miranda foi escolhido para o filme para interpretar Jack, um acendedor de lampiões. Em abril de 2016, a Disney confirmou que o filme estava em desenvolvimento e que Blunt e Miranda haviam sido escalados para os papéis principais. Em Maio, a Disney anunciou que o título original do filme é Mary Poppins Returns. Em julho de 2016, Meryl Streep tinha entrado em negociações para se juntar ao elenco para interpretar a prima Topsy, e no mês seguinte, Ben Whishaw nas negociações para interpretar o adulto Michael Banks. Em Setembro, Meryl Streep se juntou formalmente ao elenco. No mês seguinte, Emily Mortimer e Colin Firth se juntaram ao elenco. Em fevereiro de 2017, Angela Lansbury foi escalada para interpretar a Lady Balloon. Julie Andrews, que interpretou Poppins no filme de 1964, foi abordada para fazer uma participação especial na sequência, mas recusou a oferta como ela queria que fosse "o show de Emily". Dick Van Dyke, que interpretou Bert e Dawes Sr. no filme original, retorna na sequência como o filho deste último, Dawes Jr., substituindo Arthur Malet, que morreu em 2013.

### Filmagens
A filmagem do filme começou em 10 de fevereiro de 2017 em Shepperton Studios em Surrey, Inglaterra e finalizou em julho de 2017.

### Efeitos visuais e animação
Os efeitos visuais foram fornecidos pela Cinesite, Framestore, Luma Pictures e TPO VFX e supervisionados por Christian Irles, Christian Kaestner, Brendan Seals, Matthew Tinsley e Matt Johnson. Como o filme original, este filme inclui uma sequência que combina ação ao vivo e animação tradicional desenhada à mão. De acordo com Marshall, ele pediu uma sequência animada / ação ao vivo em vez de empregar uma animação CGI moderna, sentindo que era vital manter a clássica animação desenhada à mão para proteger o espírito do filme original. A sequência de animação foi desenvolvida e a supervisão geral foi feita pelo ex-veterano da Pixar, Jim Capobianco. O ex-animador da Disney, Ken Duncan, supervisionou a produção de animação física em seu estúdio em Pasadena. Mais de 70 artistas de animação especializados em animação 2D desenhados à mão da Walt Disney Animation Studios, Pixar Animation Studios e outros estúdios de animação foram recrutados para a sequência. Os desenhos animados foram criados usando lápis e papel e digitalizados no computador para serem pintados digitalmente. O designer de personagens James Woods e o animador James Baxter também ajudaram a redesenhar os pinguins do primeiro filme. Toda a animação desenhada à mão foi criada pelo estúdio de animação de Duncan, Duncan Studio, em Pasadena, Califórnia. A arte conceitual de James Baker revela que a ideia de "Chimpanzoo" do filme original, onde humanos são mantidos em gaiolas para o entretenimento de animais, seria originalmente reciclada para este filme. No entanto, foi desfeito novamente.

### Trilha sonora
A música e partitura do filme foi composta por Marc Shaiman, com letras de músicas escritas por Scott Wittman e Shaiman. O álbum completo da trilha sonora foi lançado pela Walt Disney Records em 7 de dezembro de 2018.

## Lançamento
O filme originalmente estava programado para ser lançado no dia 25 de dezembro de 2018, mas foi movido para o dia 19 de de dezembro de 2018 nos Estados Unidos. No Brasil e Portugal, o filme foi lançado no dia 20 de dezembro de 2018.

### Marketing
Em 4 de março de 2018, a Disney lançou um teaser trailer para o filme, com a data de lançamento de 25 de dezembro. Em 17 de setembro de 2018, a Disney lançou um trailer oficial que revelou novas imagens, um trecho de uma canção original do filme, "The Place Where Lost Things Go", e anunciou 19 de dezembro como a nova data de lançamento do filme. Em 22 de outubro de 2018, a Disney lançou um olhar especial sobre "Disney Night", do Dancing with the Stars, que provocou uma canção original do filme "Can You Imagine That". Em 15 de novembro de 2018, a Disney lançou um sneak peek que revelou outra música original do filme, "Trip a Little Light Fantastic". Em 22 de novembro de 2018, a Disney lançou um episódio especial de 20/20 na ABC chamado "Mary Poppins Returns: Behind the magic", que incluiu um olhar estendido do filme. Em 26 de novembro de 2018, os ingressos antecipados para Mary Poppins Returns foram colocados à venda, juntamente com a pré-encomenda digital da trilha sonora e o lançamento de duas faixas da trilha sonora: "The Place Where Lost Things Go" e "Trip a Little Light Fantastic".

### Mídia digital
Mary Poppins Returns foi lançado pela Walt Disney Studios Home Entertainment para download digital em 12 de março de 2019, e em DVD, Blu-ray e 4K Ultra HD Blu-ray em 19 de março de 2019.

## Recepção
Teve avaliações geralmente favoráveis da crítica especializada.No Rotten Tomatoes tem 79/100 da crítica e 66/100 do público, o consenso do site diz: "Mary Poppins Returns confia na magia de seu antepassado clássico para lançar um feitiço familiar - mas ainda solidamente eficaz - para toda a família".
Já o site brasileiro Adoro Cinema deu uma revisão de 3,5/4 estrelas que significa "bom".

### Prêmios e indicações
| Prêmio             | Categoria                         | Recipiente                                                     | Resultado |
| ------------------ | --------------------------------- | -------------------------------------------------------------- | --------- |
| Globo de Ouro 2019 | Melhor filme - comédia ou musical | Rob Marshall, John DeLuca, Marc Platt (prod.)                  | Indicado  |
| Globo de Ouro 2019 | Melhor atriz - comédia ou musical | Emily Blunt                                                    | Indicado  |
| Globo de Ouro 2019 | Melhor ator - comédia ou musical  | Lin-Manuel Miranda                                             | Indicado  |
| Globo de Ouro 2019 | Melhor trilha sonora              | Marc Shaiman                                                   | Indicado  |
| Oscar 2019         | Melhor trilha sonora              | Marc Shaiman                                                   | Indicado  |
| Oscar 2019         | Melhor canção original            | Marc Shaiman, Scott Wittman ("The Place Where Lost Things Go") | Indicado  |
| Oscar 2019         | Melhor figurino                   | Sandy Powell                                                   | Indicado  |
| Oscar 2019         | Melhor design de produção         | John Myhre, Gordon Sim                                         | Indicado  |
| BAFTA 2019         | Melhor figurino                   | Sandy Powell                                                   | Indicado  |
| BAFTA 2019         | Melhor design de produção         | John Myhre, Gordon Sim                                         | Indicado  |
| BAFTA 2019         | Melhor trilha sonora              | Marc Shaiman                                                   | Indicado  |

## Futura sequência
Em janeiro de 2019, Marshall confirmou que um terceiro filme poderia estar no início do desenvolvimento. Emily Blunt expressou grande interesse em retornar ao personagem. No entanto, em fevereiro de 2019, o presidente da Walt Disney Studios, Alan Horn, refutou qualquer desenvolvimento ativo em uma continuação.